# Ñejo & Dálmata
Ñejo & Dálmata fue un dúo puertorriqueño de reguetón formado en 2003, el cual se separó en 2013, pero volvieron en 2018 con dos canciones, pero el cual se separó de nuevo en 2021. Está conformado por raperos Carlos Crespo (Ñejo) y Fernando Mangual (Dálmata).

## Biografía

### 2003–2006: Inicios
Comenzaron en 2002 con la canción «Vámonos de aquí» para la producción Fatal Fantassy 3, pero como una colaboración y como resultado, al ver la química que llevaban juntos optaron en formar un dúo pero manteniendo sus carreras como solistas.[cita requerida]
Debutaron como dúo en la producción Ground Zero del 2003 con la canción «Me dijeron que estas suelta», en 2004, en el álbum Lagrimas y rosas de DJ Blass con la canción «Como te extraño» y en 2005, para la producción titulada El Desquite de Maicol & Manuel con la canción «Tu y yo».
En 2006, lanzaron la canción «Esa nena», la cual se hizo popular en Puerto Rico y con la que obtuvieron reconocimiento en diferentes países de Latinoamérica. Aparecieron en la producción One Team Music: The Hitmakers con la canción «Suelta».

### 2007–2013:Broke & Famous
Lanzaron su primer álbum de estudio Broke & Famous en 2007. En 2008, participaron en la producción El Documental 3 con la canción «Amiga» y en la producción Los Sikarios con la canción «No puedo estar sin ti».
Lanzaron varias canciones como «No necesito», «Mujeres talentosas» y «A lo escondio» en 2009, «Maniática», «Entre el humo y el alcohol» y «Eso en 4 no se ve» en 2010 y «Automóvil», «Sexo, sudor y calor» y «Si yo me muero mañana» en 2011. Publicaron su primer EP titulado Special Edition en 2012, el cual contó con 5 canciones.
Aparecieron por última vez en las canciones «Sustancia», lanzada en 2012 y las canciones «Música, sexo y dinero» y «Señal de vida», lanzadas en 2013, ese año, anunciaron su segundo álbum de estudio Road To Riches, el cual contaría con algunos sencillos que fueron lanzados con anterioridad y canciones nuevas, pero dicho álbum nunca salió.

### 2018–2021: Regreso musical
Luego de 5 años de su separación, ambos se reunieron para colaborar en el tema «Que tu quieres» junto a Jowell & Randy. Al siguiente año, participaron en el tema «Mañana no hay clase» de Sebastián Yatra y en 2020, en la canción «Vete, vete» de Maluma para su álbum Papi Juancho. y en 2021 en el remix de la canción Belleza Latina, cuya versión original era solo de Dalmata, y Ñejo participó en el remix

## Discografía
Álbumes de estudio
- 2007: Broke & Famous
- 2009: Broke & Famous:Still Broke (The Mixtape)

EP
- 2012: Special Edition